# رئالیسم کثیف
رئالیسم کثیف اصطلاحی است که نخستین بار توسط بیل بافورد در مجله گرانتا مطرح شد تا تعریفی باشد برای یکی از جنبش‌های ادبی آمریکای شمالی. از ویژگی‌های شاخص این سبک، که زیرمجموعه‌ای بر رئالیسم شمرده می‌شود، می‌توان به بیان جنبه‌هایی ساده و پیش‌پاافتاده از زندگی معمولی با نثری ساده، اشاره کرد. موضوع داستان‌های این سبک عمدتاً «واقعیت زندگی روزمره» بود که غالباً در فضای زندگی کارگران، دهقانان، رانندگان کامیون، الکلی‌ها، بیکاران و خرده‌پاهای آمریکایی شکل می‌گرفت. فضایی که در آن آدم‌ها گرفتار در چنبره «زندگی آمریکایی» بودند و از «رؤیای آمریکایی» و محقق شدن این رؤیا، بسی پرت افتاده و دور.

## تعریف
این اصطلاح که توسط بافورد، در مقدمه ای که او بر مجموعه هفت داستان کوتاه به نام نوشته هایی نو از آمریکا نوشته بود به کار رفت، تیتر نسخه تابستانی مجله گرانتا (1993) را به خود اختصاص داد، و همراه با یک توضیح تکمیلی آمد به این شرح که:
«رئالیسم کثیف سبکی در داستان‌نویسی نسل جدید نویسندگان آمریکایی است؛ نویسندگانی که به بطن زندگی معاصر روزمره سر زده، و درباره‌اش می‌نویسند؛ سوژه هایی مانند مردی که زنش ترکش کرده، زنی که ناخواسته مادر شده، یک ماشین‌دزد، یک جیب‌بر، یا یک معتاد مرکزیت آثار آنها را تشکیل می دهند. اما مسئله‌ی اصلی، این است که این نویسندگان، درباره‌ی این مسائل با یک عینی نگری گزنده و زبانی هجوآلود و آمیخته به کمدی و درعین حال، ترحم برانگیز می‌نویسند. این داستان‌های ساده، کنایه‌آمیز، گاهی سرشار از خشونت اما ترحم‌برانگیز، صداهای تازه را در ادبیات، به گوش می‌رسانند.»

## سبک
رئالیسم کثیف که گاهی‌اوقات به‌عنوان گونه‌ای از مینیمالیسم ادبی در نظر گرفته می‌شود، دارای جمله‌بندی‌های موجز و با تمرکز بر توصیف سطح یک فضا/ماجرا مشخص می‌گردد. نویسندگانی که در این ژانر فعالیت می‌کنند، تمایل دارند از استفاده از قید، استعاره‌های زیاد و تک‌گویی‌های درونی شخصیت‌ها اجتناب کرده، و در عوض به اشیاء و زمینه‌ی اثر اجازه دهند که معنا را به مخاطب برساند. شخصیت‌های چنین آثاری، آدم‌هایی هستند دارای شغل‌های معمولی و ناچیز، و معمولاً وضعیت مالی نابسامان، باعث ایجاد ناامیدی درونی در آنها شده است.

## ویژگیها
از ویژگی‌های رئالیسم کثیف می‌توان به موارد زیر اشاره کرد:
- مختصر بودن و کوتاهی جملات
- توصیف‌های موجز
- عدم‌استفاده از قیدها
- عدم‌علاقه شخصیت‌ها به زندگی روزمره
- توجه به یک پدیده اجتماعی، جزئیات یک مکان یا شهر
- وجود شخصیت‌هایی که انگار زندگی دارد امتحانشان می‌کنند و می‌کوشند با تاریکی بیرونی و درونی مبارزه کنند.[۲]
- انتخاب سوژه‌هایی که اغلب به زندگی روزمره مربوط می‌شوند
- برگزیدن شخصیت‌هایی از قشر معمولی جامعه، افراد کم درآمد، مانند کارگران، الکلی‌ها، آدم‌های بیکار و زخم خورده جامعه
- احساس یاس، بیگانگی، سرخوردگی و تنهایی در شخصیتها[۳]
- مطرح کردن زوایای پنهان و کمتر پرداخت‌شده زندگی روزمره

## نویسندگان مطرح
بعد از دسته‌بندی‌ای که بافورد انجام داد، تعریف رئالیسم کثیف گسترش یافته، و نویسندگان دیگری را نیز در بر گرفت. از جمله چارلز بوکوفسکی که طبق گفته‌ی مایکل همینگسون، پدرخوانده‌ی این جنبش لقب گرفته، و همچنین سایر نویسندگانی که در نسخه‌ی شماره 8 مجله گرانتا، اثر منتشر کرده بودند. از دیگر نویسندگان مطرح این جنبشه می‌توان به ریموند کارور، توبیاس وولف، ریچارد فورد، لری براون، فردریک بارتلمی، کورمک مک‌کارتی، پدرو خوان گوتیرز، فرناندو ولاسکز مدینا، چاک پالانیک، کارسون مک‌کالرز و جین آن فیلیپس اشاره کرد. البته لازم است ذکر شود که خود این نویسندگان، به‌ندرت این اصطلاح را پذیرفته یا درباره‌ی خودشان به کارش برده‌اند.
حال اگر بوکوفسکی را پدرخوانده‌ی این جنبش در نظر بگیریم، تأثیر جان فانته بر این جریان را هم نمی‌توان انکار کرد. بوکوفسکی خودش از لحاظ سبکی، به شدت تحت‌تاثیر آثار فانته بود، و قبل‌تر در مقدمه‌ای بر کتاب گردوغبار، اشاره کرده بود که «فانته، خدای من بود!» بوکوفسکی همچنین اشعاری را به فانته تقدیم کرد. گفته می‌شد وی در اوایل کارش، این تکیه‌کلام را داشت که «من آرتورو باندینی هستم!» (اشاره به آلتر ایگوی فانته). همچنین در رمان زنان در سال 1978، وقتی از هنری چیناسکی، شخصیت جایگزین بوکوفسکی در آثارش خواسته می‌شود که نویسنده‌ موردعلاقه‌اش را نام ببرد، او پاسخ می‌دهد: فانته.

## نمونه ها
● شعر «نصیحتی دوستانه به بسیاری از مردان جوان»، از چارلز بوکوفسکی:
در این شعر، شاعر خطاب به مردان جوان، پند و اندرزهایی در قالب ابزورد می‌دهد و به آن‌ها می‌گوید که بهترین چیز برایشان این است که تا حد ممکن، تجربه کنند. شعر در نهایت با یک پیچش داستانی به پایان می‌رسد؛ و بوکوفسکی خطاب به مخاطب می‌گوید که هر کاری بکن، اما شعر ننویس.
● رمان «جاده»، نوشته کورمک مک‌کارتی:
این رمان دارک که بسیار هم محبوب است، نمونه‌ی خوبی از تلفیق چندین ژانر است و در رده‌ی چند جنبش ادبی می‌توان آن را قرار دارد. درواقع رمان همان‌طور که به مینیمالیسم ادبی تعلق دارد، در رده رئالیسم کثیف نیز جای می‌گیرد؛ و نمونه‌ای عالی از آثار پساآخرالزمانی نیز هست. کتاب به ماجرای دو شخصیت می‌پردازد که از هیچ‌کدام از آن‌ها، نام برده نمی‌شود. این پدر و پسر، در دنیایی که با یک فاجعه‌ی ناشناخته ویران شده، با گرسنگی شدید و استیصال و شرایطی سخت، دست‌وپنجه نرم می‌کنند. نثر این کتاب، روان و مستقیم و دارای جملاتی واضح است و همچنین در آن از آرایه ها و تشبیه‌هایی استفاده شده است.
● رمان «عامه پسند»، نوشته چارلز بوکوفسکی:
این رمان که گفته می‌شود بوکوفسکی آن را در دو هفته نوشته، راوی‌اش یک کارآگاه است که ماموریتش این است که مشتری‌اش را از دست یک زن فضایی شرور نجات بدهد. فضاسازی داستان و جنبه‌ی هجوآلود آن و همچنین راوی پوچ‌گرای آن که جامعه و سیاهی‌های توی آن را به شیوه‌ی خودش نقد می‌کند آن را در رده آثار رئالیسم کثیف قرار می‌دهند.